# Den Sociale Højskole (Odense)
Den Sociale Højskole, Odense er en dansk professionshøjskole under University College Lillebælt beliggende på Tolderlundsvej 5 i Odense kvarteret Skibhuskvarteret i midtbyen nær Bazar Fyn og Skattehuset. På denne professionshøjskole kan man både opnå professionsbachelorgrader og diplomgrader.  

## Bygningen på Tolderlundsvej
Den nuværende bygning på Tolderlundsvej 5 hvor det social højskole holder til i dag blev for første gang taget i brug i 1996, da den sociale højskole købte bygningen af Thrigefonden. Tidligere har bygningen huset en del af Thomas B. Thriges fabrikkerne. 
Bygningen er i 4 etager og indeholder en række moderne undervisningslokaler, auditorier, It lokaler, studie rum, kontorer samt et bibliotek og en kantine. Udsmykningen i huset er af kunstneren Thomas Bang med støtte fra statens kunstfond. Bygningen er også i princippet åben 24 timer i døgnet for alle studerende, ansatte og andre interesserede som ønsker at bruge bygningen. Dog kræver adgang efter de normal åbningstider, at man har et gyldigt studiekort eller nøglekort. Bygningen er også meget handicapvenlig idet der både er parkeringspladser til handicappede tæt på hovedindgangen, flere elevatorer i huset samt  en række handicaptoiletter forskellige steder i bygningen.

## Uddannelserne på DSH

### Professionsbachelor uddannelser på DSH
- Socialrådgiveruddannelsen – professionsbachelor i socialrådgivning
- Administrationsbachelor uddannelsen – professionsbachelor i offentlig administration

### Diplomuddannelser på DSH
- Den Sociale Diplomuddannelse
- Diplomuddannelse, Børn og unge
- Social Diplomuddannelse i Familieterapi
- Diplomuddannelse i Kriminologi
- Den Sociale Diplomudddannelse om ældre og demente

## Studiebaren
Den Sociale Højskole i Odense har også sin egen studiebar beliggende på øverste sal i deres bygning på Tolderlundsvej 5. Baren er drevet af de studerende for de studerende. Hvert semester bliver der til en generalforsamling valgt hvilke studerende, der skal være en del af fredagsbarudvalget, som består af søde, festglade og udadvendte mennesker, som aldrig siger nej tak til et spil, hvis der spilles om alkohol. Studiebaren på Den Sociale Højskole i Odense hedder Fredagsbaren på DSH eller bare i folkemunde ”baren” og er desuden udover at være en af de højest beliggende i Odense nok også en af de mindste rent arealmæssigt. Men det sidst nævnte plejer ikke at være et problem, da man så oftest har flyttet festen ud på gangen foran baren under parasollen eller ned i glasburet ved kantinen.